# گودزابائوری
گودزابائوری (به لاتین: Gudzhabauri) یک منطقهٔ مسکونی در گرجستان است که در ناحیه تسخینوالی واقع شده‌است.